# St Stephens by Launceston Rural
St Stephens by Launceston Rural – wieś w Anglii, w Kornwalii. Leży 102 km na północny wschód od miasta Penzance i 312 km na zachód od Londynu.